# Brian Loyd
Pour les articles homonymes, voir Loyd.
Brian Loyd est un joueur de baseball américain né le 3 décembre 1973 à Lynwood (Californie).

## Biographie
Brian Loyd participe aux Jeux olympiques d'été de 1996 à Atlanta et remporte la médaille de bronze.